# ペラミビル
ペラミビル (Peramivir) はアメリカのバイオクリスト社 (BioCryst Pharmaceuticals) 開発のインフルエンザ用抗ウイルス薬である。日本での商品名は「ラピアクタ」。

## 概要
ノイラミニダーゼ阻害薬であり、タミフルやリレンザと同じ作用機序であるが、酵素の阻害個所が3か所と多いため、より強力なインフルエンザウイルスの増殖抑制効果がある。点滴剤であるため、経口投与が困難な患者にも使用可能である。
2009年10月に塩野義製薬が厚生労働省に承認申請し、2010年1月13日、世界に先駆けて日本で初めて成人用が承認された。承認には通常1年から2年かかるが、新型インフルエンザの流行が考慮されたため、異例のスピード承認となった。初の国産抗インフルエンザ薬とされるが、実際に開発したのはアメリカのベンチャー企業であり、塩野義製薬は提携してライセンスを取得した形となっている。日本国内での臨床試験も塩野義製薬が行った。1回の投与時間が約15分の点滴薬であり、1回の投与で治療が完結するが、症状が重篤な場合は連日反復投与することができる。薬理作用は容量依存性で、生後数か月の乳児から成人まで幅広く使用することが出来る。主な副作用としては下痢が挙げられる。